# 매슈 모리슨
매슈 모리슨(Matthew Morrison, 1978년 10월 30일 ~ )은 미국의 배우이자 가수이다.
2012년 그는 마룬 5의 리더 애덤 리바인이 설립한 222 레코드와 계약을 하였다.

## 출연 작품
- 튤립 피버 - 마태 역
- 브로드웨이 4D